# Dennis Cagara
Dennis Mengoy Cagara (* 19. Februar 1985 in Glostrup) ist ein ehemaliger dänisch-philippinischer Fußballspieler, der als linker Außenverteidiger fungierte und selten auch als defensiver Mittelfeldspieler zum Einsatz kam.

## Karriere

### Verein
Seinen ersten Profivertrag unterschrieb Cagara 2003 bei Brøndby IF, bei dem er am 10. Oktober 2002 im Alter von 17 Jahren sein Profidebüt gab. In der Winterpause der Saison 2003/04 wechselte er zu Hertha BSC. Von dort wurde er während der Saison 2005/06 an Dynamo Dresden ausgeliehen, wo er in 28 Spielen der 2. Bundesliga und zweimal im DFB-Pokal zum Einsatz kam. In der Saison 2006/07 stand Cagara wieder im Kader der Berliner, kam jedoch zu keinem weiteren Einsatz. 
Im August 2007 wechselte er zurück zum FC Nordsjælland. Im Januar 2010 wechselte er dann ablösefrei zu Aarhus GF. Ab Juli 2010 war er vereinslos, bevor im März 2011 einen Vertrag beim Randers FC unterschrieb. Nach Ablauf seines Vertrages im Sommer 2011 wechselte er nach dem Abstieg zum Erstligisten Lyngby BK. Im Januar 2012 wechselte Cagara zum deutschen Zweitligisten FSV Frankfurt. Nachdem er in den 15 verbleibenden Spielen der Saison von Trainer Benno Möhlmann nur fünfmal eingesetzt worden war, wurde sein bis zum Saisonende befristeter Vertrag nicht verlängert. Zur Saison 2012/13 wechselte er zum Karlsruher SC. Dort wurde sein Vertrag Anfang September 2013 aufgelöst, daraufhin wechselte er zurück zu Lyngby BK. 2014 spielte er kurzzeitig für Hvidovre IF. Nach einer Pause stand er noch von 2016 bis 2019 beim Amateurverein FC Graesrödderne unter Vertrag und beendete dann seine Karriere.

### Nationalmannschaft
Cagara durchlief alle Jugendmannschaften des Dänischen Fußballverbandes. Cagara entschied sich jedoch 2011, künftig für die Philippinische Fußballnationalmannschaft aufzulaufen. Dort absolvierte er in vier Jahren insgesamt 14 Länderspiele, ein Tor gelang ihm dabei nicht.

## Privates
Cagara hat einen philippinischen Vater und eine dänische Mutter. Mit seiner Frau Natashia hat er einen Sohn (* 2003). Sein älterer Bruder ist der dänische Entertainer, Sänger und Moderator Sunny Cagara.